# Touët-sur-Var
 Touët-sur-Var  es una población y comuna francesa, en la región de Provenza-Alpes-Costa Azul, departamento de Alpes Marítimos, en el distrito de Niza y cantón de Villars-sur-Var.

## Demografía
| 251 | 301 | 307 | 320 | 342 | 445 |
| Para los censos de 1962 a 1999 la población legal corresponde a la población sin duplicidades (Fuente: INSEE [Consultar]) |     |     |     |     |     |